# Sébastien Marsset
Pour les articles homonymes, voir Marsset.
Sébastien Marsset est un navigateur français de course au large, né le 15 décembre 1984 à Paris. En équipage, il gagne trois fois la Fastnet Race, en 2009, 2013 et 2015. À la barre de l'Imoca Foussier, il participe au Vendée Globe 2024-2025.

## Biographie
Il naît à Paris, le 15 décembre 1984, et grandit à Nantes. Il apprend à naviguer sur l'Erdre,. Dès l'enfance, il est très sportif : bicyclette, tir à l'arc, ski de fond, parapente, kayak. À l'adolescence, son sport préféré est le basket.

### Classe Mini
De 2005 à 2011, il court sur le circuit Mini. En 2007, à la barre d'Association Veole, il termine 15e sur 43 bateaux de série dans la Mini Transat.

### En équipage

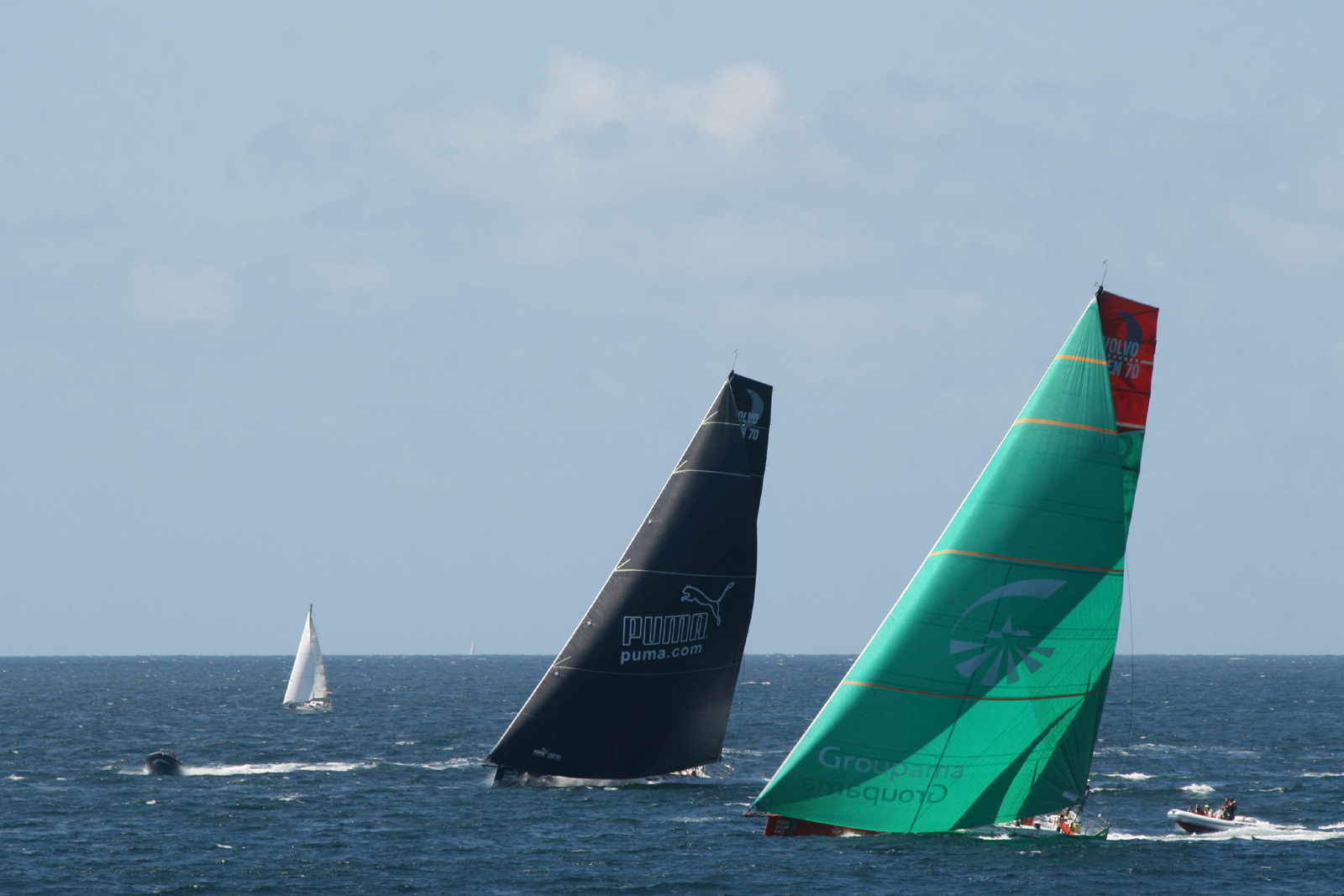
Groupama 4 dans la Volvo Ocean Race 2011-2012.

En 2009, il remporte la Fastnet Race en IRC2, à bord de l'Archambault A35 (en) Prime Time, skippé par Marc Alperovitch.

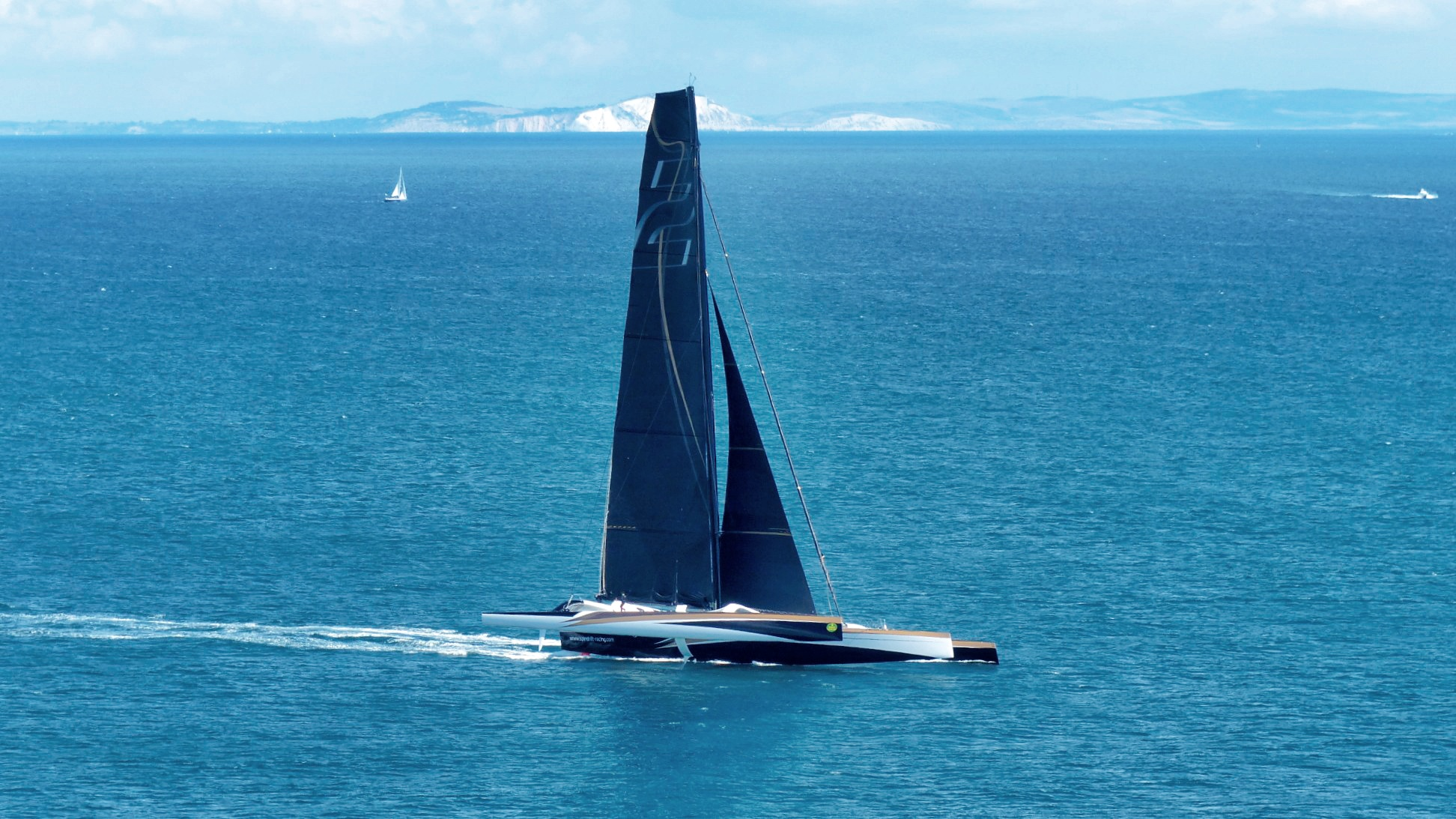
Spindrift 2 dans la Fastnet Race 2013.

En 2011 et 2012, il est technicien à terre et équipier de réserve, dans le team du VOR70 Groupama 4 de Franck Cammas, qui remporte la Volvo Ocean Race.

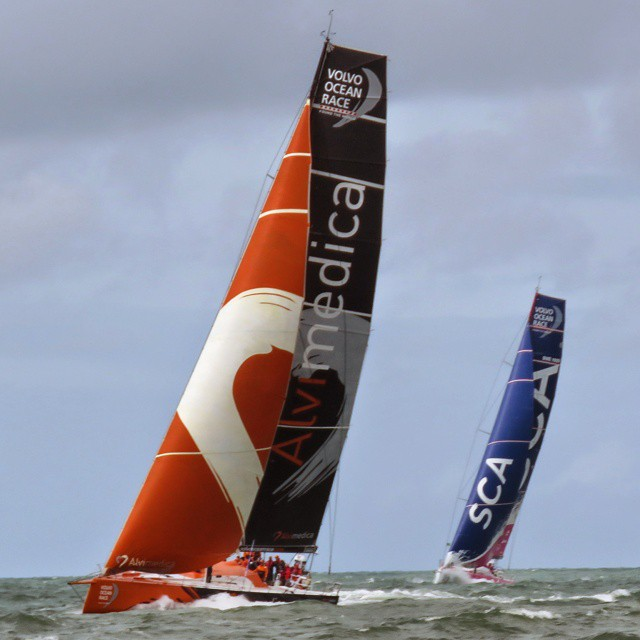
' dans la Volvo Ocean Race 2014-2015.

En 2013, il est une deuxième fois vainqueur de la Fastnet Race, cette fois en temps réel toutes catégories, à bord du maxi-trimaran Spindrift 2, skippé par Dona Bertarelli et Yann Guichard.
En 2014 et 2015, il dispute la Volvo Ocean Race en tant que navigant, à bord du VO65 Team Alvimedica (en) de Charlie Enright. Le bateau termine 5e sur 7.
En 2015, il est une troisième fois vainqueur de la Fastnet Race, et pour la deuxième fois en temps réel toutes catégories, à bord de Spindrift 2, skippé par Dona Bertarelli et Yann Guichard.
En 2015 et 2016, il est équipier à bord de Spindrift 2 dans sa tentative de remporter le trophée Jules-Verne. Le bateau termine le tour du monde à 1 jour, 21 heures et 16 minutes du record de Banque populaire V.

### Class40 et Figaro

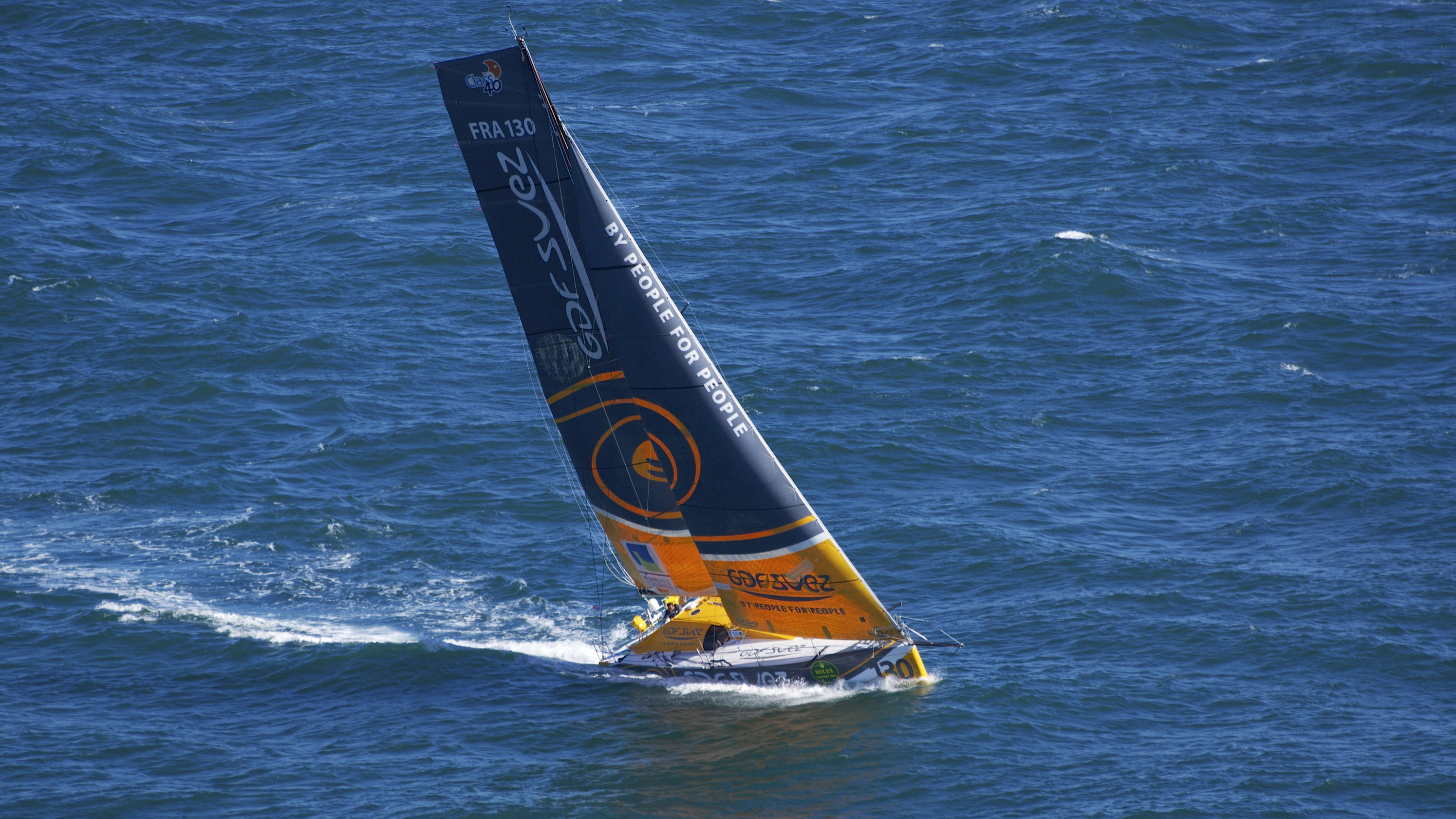
Le Class40 GDF Suez.

De 2012 à 2020, Marsset court en Class40. En 2014, il est vainqueur du Grand Prix Guyader, à bord de GDF Suez, skippé par Sébastien Rogues.
En 2019, il finit 14e de la Solitaire du Figaro à la barre de Handicap agir ensemble.

### Imoca

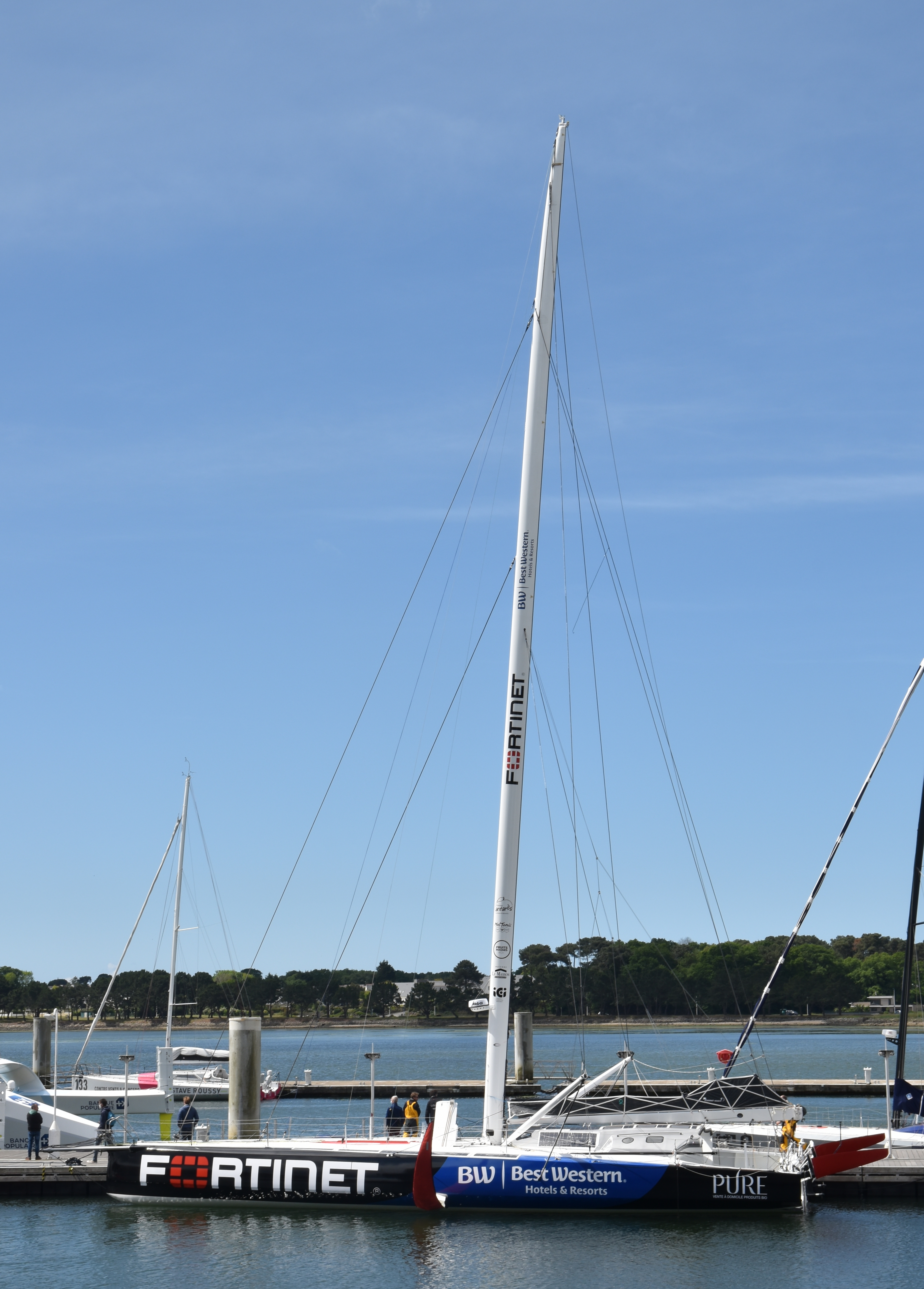
L'Imoca Fortinet-Best Western en 2021.

De 2019 à 2021, il fait ses débuts en Imoca, en double avec Romain Attanasio. Le duo se classe 15e sur 29 Imoca de la Transat Jacques-Vabre 2019, à bord de Pure, le bateau d'Attanasio. En 2021, à bord de Fortinet-Best Western, le nouveau bateau d'Attanasio, la même paire termine 6e sur 12 Imoca dans la Fastnet Race et 7e sur 22 Imoca dans la Transat Jacques-Vabre.
Le 25 février 2022, Marsset achète un Imoca, La Compagnie du lit-Jiliti d'Erik Nigon, un plan Farr mis à l'eau en 2006,. Le bateau devient Cap Agir Ensemble #SponsorsBienvenus. Cette année-là, Marsset finit 13e sur 24 de la Bermudes 1000 Race et 15e sur 25 de la Vendée-Arctique-Les Sables-d'Olonne. Pour la Route du Rhum 2022, le bateau prend le nom de Mon courtier énergie-Cap agir ensemble. Il se classe 11e sur 38 Imoca, et 1er Imoca à dérives droites.
En mars 2023, un nouveau sponsor vient soutenir le projet de Marsset. Le groupe Foussier va être co-partenaire titre avec Mon courtier énergie jusqu'à la fin de la saison. Et, en 2024, il sera le seul partenaire titre jusqu'au Vendée Globe.

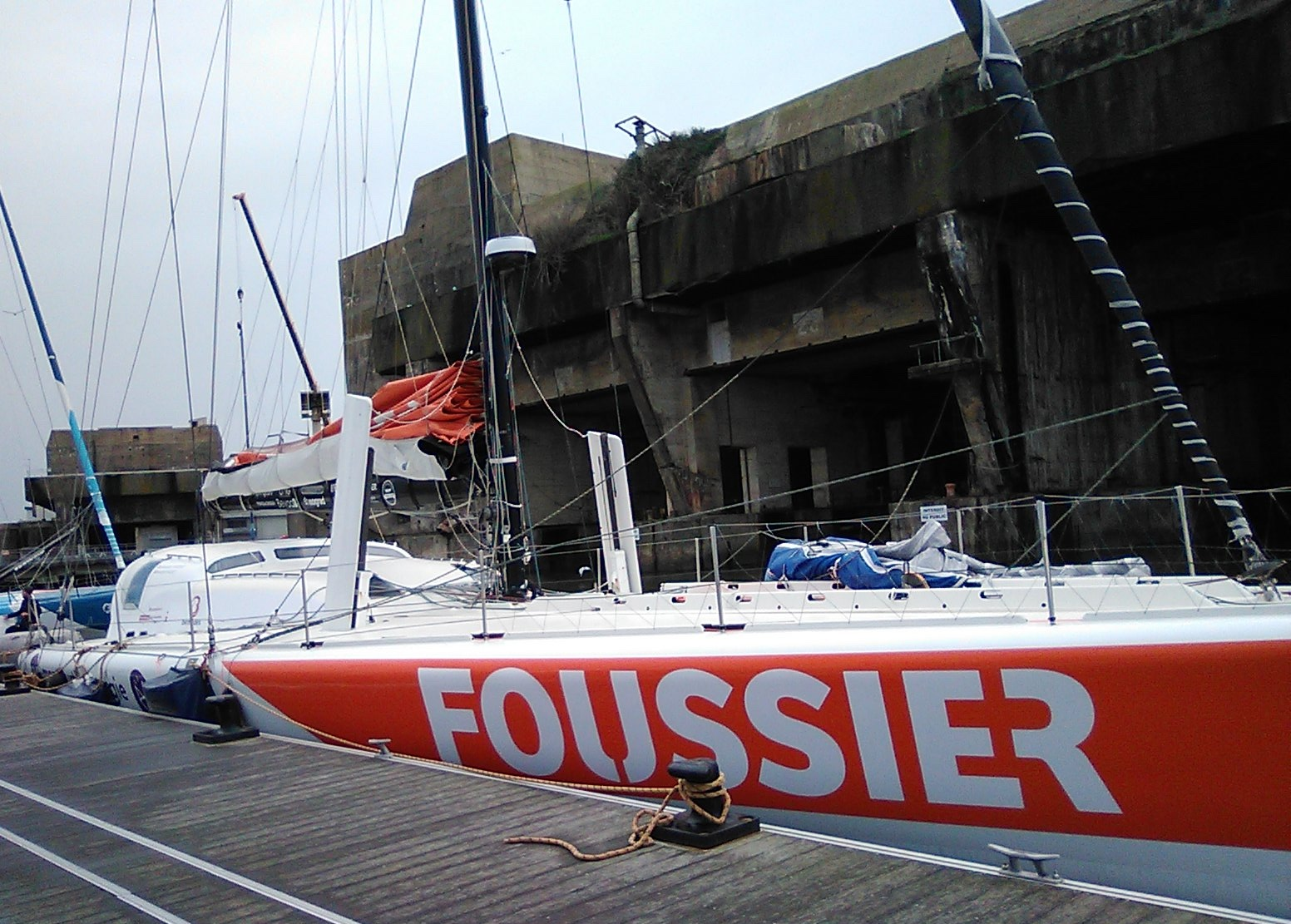
L'Imoca Foussier-Mon courtier énergie à Lorient, le lendemain de son arrivée dans le Retour à la Base 2023.

Les années impaires, les épreuves se courent en double, pour préparer la Transat Jacques-Vabre. Marsset fait équipe en 2023 avec Sophie Faguet (es), championne du monde de match racing 2021,. Le duo est 21e sur 29 Imoca dans la Fastnet Race et 27e sur 40 Imoca dans la Transat Jacques-Vabre.
Le 30 novembre, Marsset s'aligne dans le Retour à la Base, course en solitaire Fort-de-France-Lorient. Un problème d'énergie l'oblige à faire demi-tour peu après le départ pour réparer. Il peut repartir, et termine la course 21e sur 32.

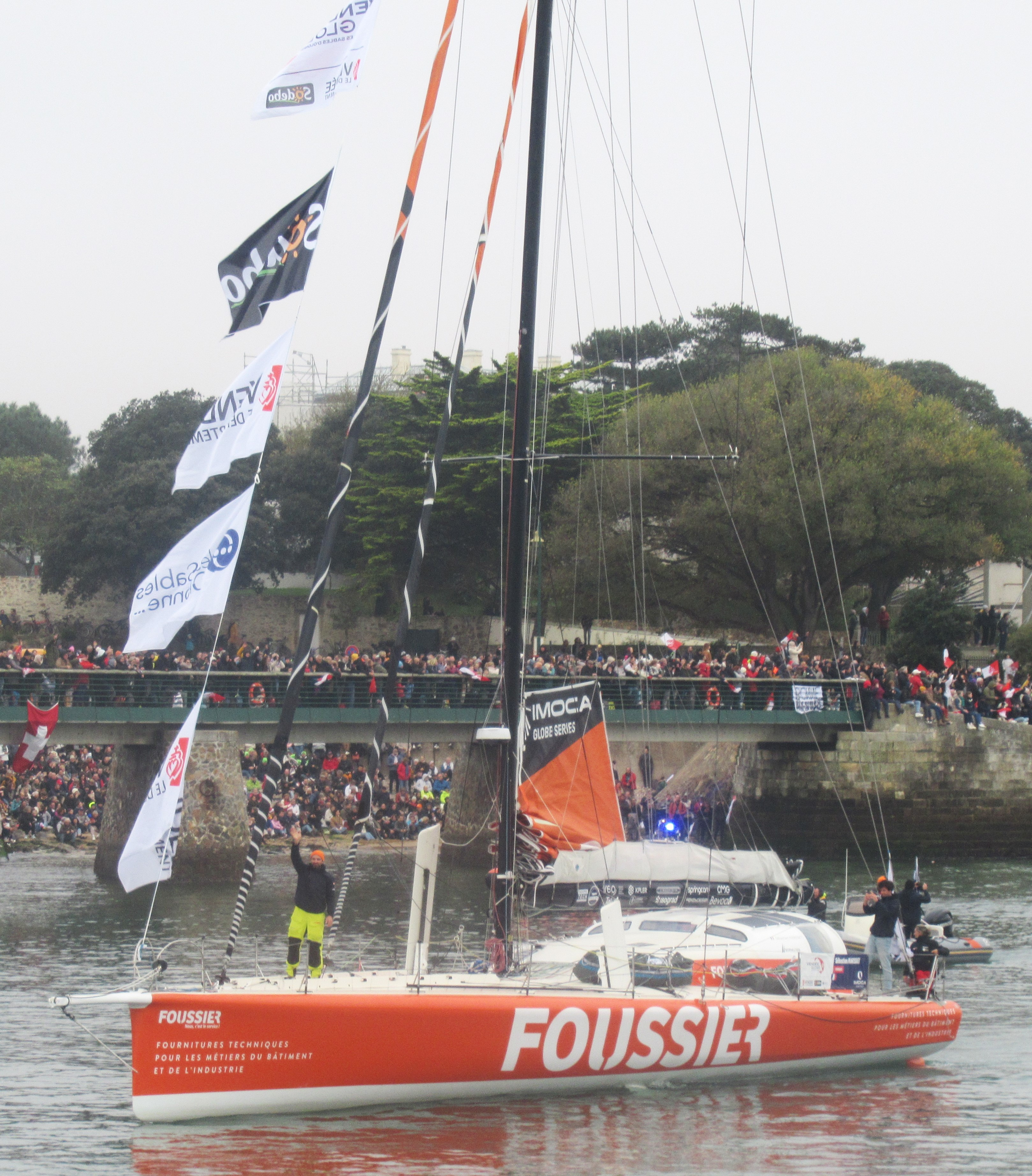
Foussier au départ du Vendée Globe 2024-2025.

En avril 2024, à la barre de Foussier, il prend le départ de The Transat, ce qui suffit pour valider la fin de son parcours de qualification pour le Vendée Globe. Après un peu plus de 24 heures de course, son état de santé l'oblige à l'abandon.

## Palmarès

### Mini

#### À bord du prototype 517
2005. 22e sur 34 protos dans l'Open Demi-Clé, en double avec Serge Calvez, à bord de Dingo chantier-Marée haute

#### À la barre du bateau de série 517
- 2006 :
  - 16e sur 47 bateaux de série dans la Pornichet Sélect, à la barre de Raisonances
  - 12e sur 38 série dans le Trophée Map, à la barre de Raisonances révélateur de talents
  - 16e sur 34 série dans Les Sables-Les Açores-Les Sables, à la barre de Raisonances[5]

- 2007 :
  - 12e sur 40 série dans la Pornichet Sélect, à la barre de Marée haute
  - 14e sur 32 série dans la Demi-Clé 6.50, en double avec Marc Gautron, à bord de Caisse d'épargne Pays de la Loire-Sogebras
  - 6e sur 47 série dans le Trophée Map, à la barre de Sogebras-Chacqueneau Logistique
  - 12e sur 43 série dans l'Open Sail Simrad B&G, en double avec Benoît Debierre, à bord d'Exapaq
  - 15e sur 43 série dans la Mini Transat, à la barre d'Association Veole, en 29 j 1 h 48 min 42 s[5]

- 2008 :
  - 18e sur 28 série dans la Demi-Clé 6.50, en double avec Benoît Debierre, à bord d'Association Veole
  - 1er sur 9 série dans l'UK Fastnet 6.50, en double avec Thibault Reinhart, à bord d'Association Veole[5]

#### À bord du bateau de série 539
2007. 4e sur 18 série dans la Transgascogne, en double avec Stéphane Le Diraison, à bord de Cultisol

#### À la barre du prototype 260Association Veole
2009 :
- 13e sur 26 protos dans le Mini Pavois
- 3e sur 11 protos dans le Chrono 6.50
- 2e sur 29 protos dans le Trophée Marie-Agnès Péron
- 13e sur 32 protos dans la Mini-Fastnet, en double avec Tom Daune
- 3e sur 9 protos dans l'Open Navi-Ouest, en double avec Thomas Ruyant[5]

#### À bord du bateau de série 785
2011. 24e sur 54 série dans la Demi-Clé 6.50, en double avec Alban Astier, à bord de Seanergy

### En équipage
- 2009. 1er sur 76 IRC2 dans la Fastnet Race, à bord de l'Archambault A35 (en) Prime Time, skippé par Marc Alperovitch[6]
- 2011 et 2012. 1er de la Volvo Ocean Race en tant que technicien à terre[7],[8] dans l'équipe du VOR70 Groupama 4 de Franck Cammas[2]
- 2013. 1er en temps réel toutes catégories de la Fastnet Race, à bord du maxi-trimaran Spindrift 2, skippé par Dona Bertarelli et Yann Guichard[9]
- 2014 et 2015. 5e[10] sur 7 dans la Volvo Ocean Race en tant qu'équipier[8], à bord du VO65 Team Alvimedica (en) de Charlie Enright[2]
- 2015. 1er en temps réel toutes catégories de la Fastnet Race, à bord de Spindrift 2, skippé par Dona Bertarelli et Yann Guichard[11]
- 2015 et 2016. Équipier à bord de Spindrift 2 dans sa tentative de remporter le trophée Jules-Verne. Le tour du monde s'effectue en 47 j 10 h 59 min 2 s, à 1 j 21 h 16 min du record de Banque populaire V[12]

### Class40
- 2012. 3e de la Transat Québec-Saint-Malo, à bord d'Éole génération-GDF Suez, 105, skippé par Sébastien Rogues[13]

- 2014. 1er du Grand Prix Guyader, à bord de GDF Suez, 130, skippé par Sébastien Rogues[13]

- 2018 :
  - 6e des 1000 milles des Sables, à la barre de Campings Tohapi, 139
  - 5e du Grand Prix Guyader, en équipage, skipper de Campings Tohapi
  - 7e de la Drheam Cup-Destination Cotentin, à la barre de Campings Tohapi[13]

- 2020. 8e de la Normandy Channel Race, en double avec Thibault Lefévère, à bord de Free Dom, 157[13]

### Figaro
2019 : 14e de la Solitaire du Figaro à la barre de Handicap agir ensemble

### Imoca

#### En double avec Romain Attanasio
- 2019 :
  - 19e sur 21 dans les 48 Heures du Défi Azimut, à bord de Pure (le bateau de Romain Attanasio)[29]
  - 15e sur 29 Imoca dans la Transat Jacques-Vabre, à bord de Pure, en 15 j 10 h 11 min 10 s[15]

- 2021 :
  - 6e sur 12 Imoca dans la Fastnet Race, à bord de Fortinet-Best Western (nouveau bateau d'Attanasio)[16]
  - 9e sur 14 du Défi Azimut, à bord de Fortinet-Best Western[30]
  - 7e sur 22 Imoca dans la Transat Jacques-Vabre, à bord de Fortinet-Best Western[17]

#### À la barre de l'Imoca FRA 83
- 2022 :
  - 13e sur 24 de la Bermudes 1000 Race, à la barre de Cap Agir Ensemble #SponsorsBienvenus[18]
  - 15e sur 25 de la Vendée-Arctique-Les Sables-d'Olonne, à la barre de Cap Agir Ensemble #SponsorsBienvenus[20]
  - 11e sur 38 Imoca, et premier Imoca à dérives, dans la Route du Rhum, à la barre de Mon courtier énergie-Cap agir ensemble, en 13 j 8 h 36 min 55 s[21]

- 2023 :
  - 21e sur 29 Imoca dans la Fastnet Race, en double avec Sophie Faguet (es), à bord de Foussier-Mon courtier énergie[25]
  - 26e sur 33 des 48 Heures du Défi Azimut, en double avec Sophie Faguet, à bord de Foussier-Mon courtier énergie[31]
  - 27e sur 40 Imoca dans la Transat Jacques-Vabre, en double avec Sophie Faguet, à bord de Foussier-Mon courtier énergie, en 16 j 13 h 43 min 30 s[26]
  - 21e sur 32 du Retour à la Base à la barre de Foussier-Mon courtier énergie, en 12 j 0 h 37 min 59 s[27]
- 2025 :
  - 27e du Vendée Globe 2024-2025 à la barre de Foussier-Mon courtier énergie, en 91 j 0 h 35 min 35 s[32].